# La Perle de Séville
La Perle de Séville est un ballet « de genre » en trois actes et six tableaux d'Arthur Saint-Léon, musique de Santos Pinto et Cesare Pugni, représenté pour la première fois à Saint-Pétersbourg en 1861.
Saint-Léon avait déjà donné une première version de ce ballet à Lisbonne, en 1856, sous le titre Os Saltimbancos.